# Südtirol heute

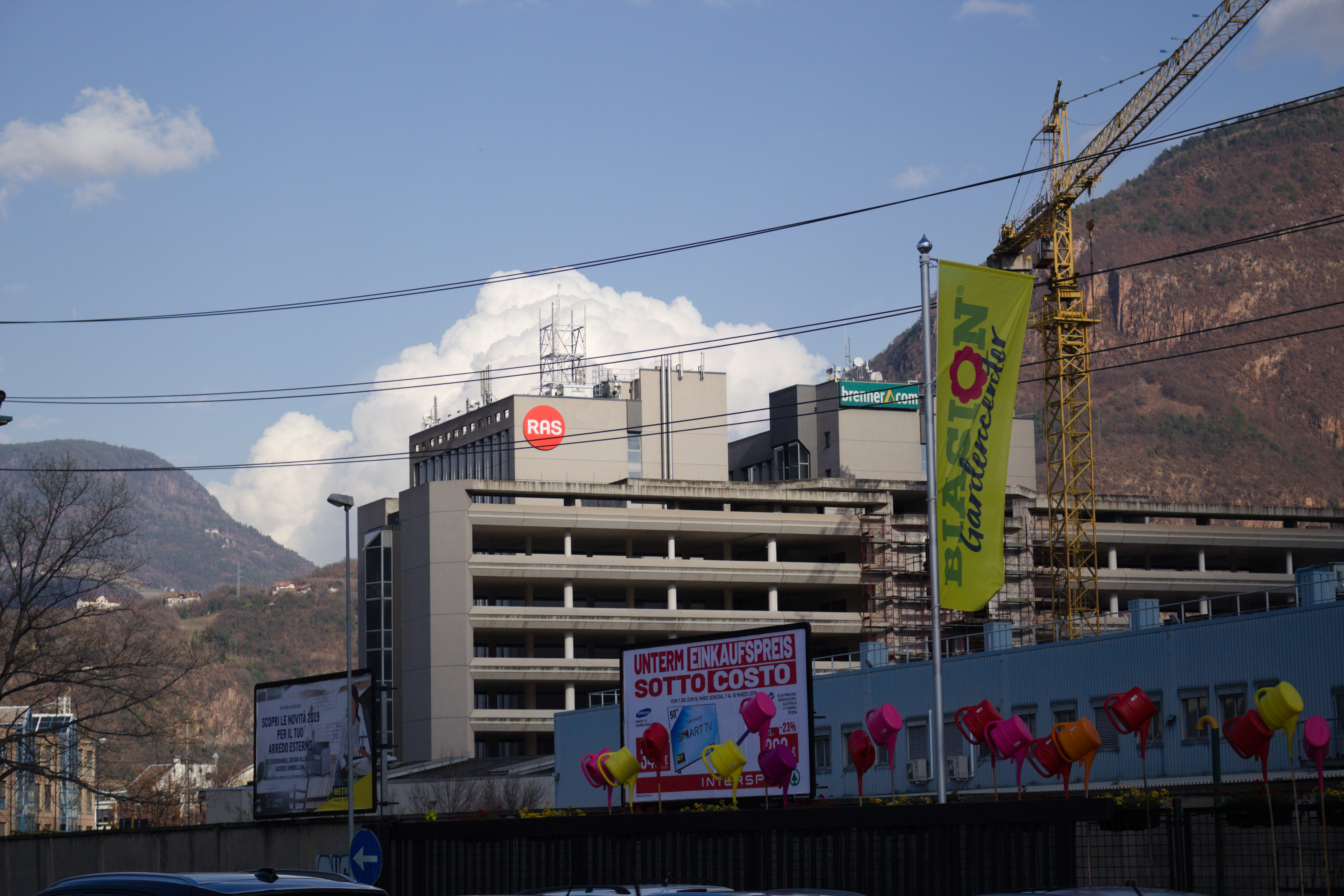
Der Sitz der RAS in Bozen, ab 2021 auch von Südtirol heute

Südtirol heute ist eine Fernsehsendung des Österreichischen Rundfunks, die in Südtirol und Tirol werktags von Montag bis Freitag um 18:30 Uhr im ORF 2 und in Südtirol nochmal von der Rundfunk-Anstalt Südtirol um 19:30 Uhr (seit der ORF-Programmreform 2007 auf ORF 1, früher auf ORF 2) ausgestrahlt wird. Südtirol heute will sowohl den Südtirolern Interessantes aus ihrem Land zeigen als auch die Nord- und Osttiroler über Südtirol informieren. Am Ende der Sendung gibt es einen Wetterbericht nur für Südtirol.

## Produktion
Die Redaktion von Südtirol heute besteht aus 14 Redakteuren und hat ihren Sitz in Bozen. Dort werden die einzelnen Beiträge auch produziert. Bis Anfang 2021 wurden diese im Anschluss ins ORF-Landesstudio Tirol nach Innsbruck übertragen und von dort aus moderiert und in derselben Aufmachung wie die anderen Bundesland-heute-Sendungen ausgestrahlt. Im März 2021 übersiedelte die Redaktion in neue Räumlichkeiten nach Bozen. Darin fand auch ein Fernsehstudio Platz. Seit 22. März 2021 wird die Sendung daher aus Bozen moderiert. Die Regie und die restliche Abwicklung der Sendung verbleiben aus rechtlichen Gründen weiterhin in Innsbruck.
Im Februar 2022 wurde Manuela Vontavon von ORF-Generaldirektor Roland Weißmann auf Vorschlag von Landesdirektorin Esther Mitterstieler als Nachfolgerin von Siegfried Giuliani zur Chefredakteurin ab dem 1. April 2022 bestellt. Bereits im März 2023 legte Manuela Vontavon die Agenden als Chefredakteurin zurück, die daraufhin von ihrem Stellvertreter Markus Kerschbamer interimistisch übernommen wurden. Im Mai 2023 wurde sodann David Runer mit der Führung der Redaktion beauftragt.
Die Moderation des Nachrichtenmagazins erfolgt abwechselnd im Wochenrhythmus durch Sabine Amhof, Simone Lackner-Raffeiner, Markus Kerschbamer, Sigrid Silgoner und Manuela Vontavon. Von Oktober 2012 bis zur Übersiedlung nach Bozen im Jahre 2021 gab es zwischen „Tirol heute“ und „Südtirol heute“ einen regelmäßigen Moderatoren-Austausch.
Seit dem 16. September 2024 wird die Sendung aus einem neu umgebauten Studio gesendet und zeigt sich nun vom Design her ähnlich wie die anderen Bundesland heute-Sendungen.

## Geschichte
Südtirol heute ging am 1. April 1996 erstmals auf Sendung. Produktion und Finanzierung erfolgten durch den ORF in Kooperation mit einem Privatsender, doch das werbefinanzierte Konzept scheiterte und das Projekt wurde im Jahr 1998 eingestellt. Nach einer zweijährigen Pause wurde die Sendung auf eine neue rechtliche Grundlage gestellt und in das Programm des ORF integriert. Die Finanzierung erfolgt seitdem einerseits durch den ORF, andererseits durch die Südtiroler Landesregierung. Die erste Sendung wurde am 2. Mai 2000 ausgestrahlt. Moderator der ersten Sendung war, wie zuvor schon seit 1996, Alex Ploner und blieb bis 2010. Sein Nachfolger wurde David Runer. Von 2018 bis 2022 wurde die Sendung von Patrick Rina moderiert. Weitere Moderatorinnen waren Verena Gruber und Denise Neher.